# Super Bowl I
O primeiro Campeonato Mundial AFL-NFL no futebol americano profissional, conhecido retroativamente como Super Bowl I e referido em alguns relatos contemporâneos, incluindo a transmissão de rádio do jogo, como o Super Bowl, foi jogado em 15 de janeiro de 1967 no Los Angeles Memorial Coliseum em Los Angeles, Califórnia. O campeão da National Football League (NFL), o Green Bay Packers, derrotou o campeão da American Football League (AFL), Kansas City Chiefs, pelo placar de 35-10.
Uma animosidade considerável existiu entre o AFL e NFL, assim as equipes que representam as duas ligas rivais (Kansas City e Green Bay, respectivamente) sentiram a pressão de ganhar. Os Chiefs tiveram uma campanha de 11–2–1 durante a temporada de 1966 da AFL e derrotaram o Buffalo Bills por 31-7 no AFL Championship Game. Os Packers terminaram a temporada da NFL de 1966 com uma campanha de 12-2 e derrotou o Dallas Cowboys por 34-27 no NFL Championship Game. Ainda assim, muitos escritores e fãs acreditavam que qualquer time da NFL era muito superior a qualquer time da AFL, e assim esperava que o Green Bay destruísse Kansas City.
Na primeira metade do Super Bowl foi competitivo, já que os Chiefs superaram os Packers em jardas total, 181-164, chegando a 14-10 no primeiro tempo. No início do terceiro quarto, o safety de Green Bay, Willie Wood, interceptou um passe e correu 50 jardas até a linha de cinco jardas. O turnovers levou os Packers a marcarem 21 pontos seguidos no segundo tempo. O quarterback de Green Bay, Bart Starr, que completou 16 de 23 passes para 250 jardas e dois touchdowns, com uma interceptação, foi nomeado MVP.
Esses continua sendo o único Super Bowl a ser transmitido simultaneamente nos Estados Unidos por duas redes. A NBC tinha o direito de televisionar nacionalmente os jogos da AFL, enquanto a CBS detinha os direitos de transmissão de jogos da NFL; ambas as redes foram autorizadas a televisionar o jogo. O primeiro entretenimento do Super Bowl consistia em bandas universitárias da Universidade do Arizona e da Grambling State University, em vez de apresentar cantores e músicos populares como em outros Super Bowls.

## Antes do jogo

### Origens
Quando a NFL começou sua quadragésima temporada em 1960, tinha um rival novo e indesejado: a American Football League. A NFL havia evitado várias outras ligas rivais no passado, e assim a liga mais antiga inicialmente ignorou a novata e suas oito equipes, imaginando que seria composta de nada mais que equipes rejeitadas da NFL e que os torcedores provavelmente não a prefeririam. Mas, ao contrário dos rivais anteriores da NFL, a AFL sobreviveu e prosperou, em parte ao assinar "rejeitados da NFL", que se revelaram jogadores altamente talentosos. A liga mais antiga havia julgado mal. Logo, a NFL e a AFL se viram envolvidas em uma guerra maciça pelos melhores agentes livres e prospectos que saíam da faculdade. Originalmente, havia um acordo entre os dois para não atacar uns aos outros, assinando com jogadores que já estavam sob contrato com uma equipe de uma liga adversária. Esta política fracassou no início de 1966, quando o New York Giants da NFL assinaram com Pete Gogolak, um placekicker que estava sob contrato com o Buffalo Bills da AFL. Os proprietários da AFL consideraram isso um "ato de guerra" e imediatamente revidaram, contratando vários jogadores da NFL, incluindo oito de seus principais quarterbacks.
Eventualmente, a NFL iniciou negociações com a AFL na tentativa de resolver o problema. Como resultado das negociações, as ligas assinaram um acordo de fusão em 9 de junho de 1966. Entre os detalhes, ambas as ligas concordaram em compartilhar um projeto comum a fim de acabar com a guerra pelos principais jogadores universitários, bem como fundir-se em uma liga única após a temporada de 1969. Além disso, um "Campeonato Mundial AFL-NFL" foi estabelecido, no qual os campeões da AFL e da NFL jogariam um contra o outro em um jogo no final da temporada para determinar qual liga tinha o melhor time.

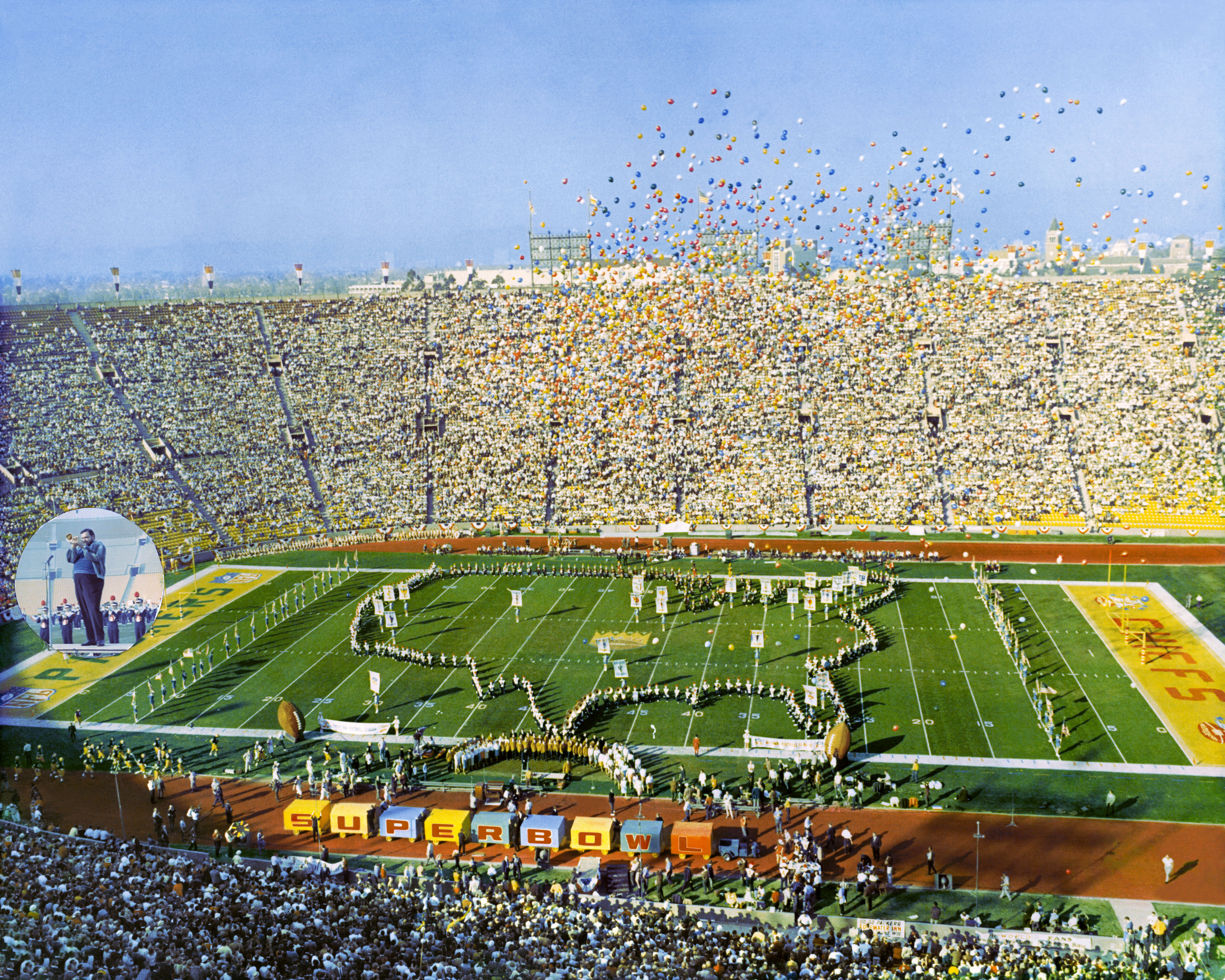
Super Bowl I – Los Angeles Coliseum

Los Angeles não foi premiado com o jogo até 1 de dezembro, menos de sete semanas antes do pontapé inicial; da mesma forma, a data do jogo não foi definida até 13 de dezembro. Como o AFL Championship Game originalmente estava marcado para segunda-feira, 26 de dezembro, e o NFL Championship Game para domingo, 1 de janeiro (o reverso da situação após a temporada de 1960) o "novo" jogo foi sugerido para ser jogado no domingo, 8 de janeiro. Eventualmente, um inédito boxer de TV foi realizado em 1º de janeiro, com a transmissão da AFL Championship Game de Buffalo a partir das 13h na NBC e no NFL Championship Game transmitida de Dallas a partir das 16h na CBS.
Entrando neste "primeiro" jogo, uma animosidade considerável ainda existia entre as duas ligas rivais, com ambos pressionando os seus respectivos campeões para trucidar o outro e provar o domínio de cada liga no futebol americano profissional. Ainda assim, muitos escritores de esportes e torcedores acreditavam que o jogo era um inútil e que qualquer time da NFL era muito superior ao melhor time da recém-criada AFL. O Green Bay Packers jogou contra o Kansas City Chiefs, com o Packers ganhando por 35-10.
Os jogadores ganharam US $ 15.000 cada para a equipe vencedora e US $ 7.500 cada para o time perdedor. Isso foi além do dinheiro obtido duas semanas antes onde os Packers ganharam US $ 8.600 cada, e os Chiefs ganharam US $ 5.308 cada.

### Kansas City Chiefs
Os Chiefs entraram no jogo depois de ter uma campanha de 11–2-1 durante a temporada regular. Na Final da AFL, eles derrotaram o Buffalo Bills por 31-7.
O ataque foi o destaque do Kansas City e liderou a AFL em pontos marcados (448) e jardas terrestres (2.274). Seu trio de running backs, Mike Garrett (801 jardas), Bert Coan (521 jardas) e Curtis McClinton (540 jardas), todos classificados entre os dez primeiros do AFL. O Quarterback Len Dawson foi o melhor na AFL, completando 159 de 284 (56%) de seus passes para 2.527 jardas e 26 touchdowns. O wide receiver Otis Taylor forneceu uma grande ameaça ao registrar 58 recepções para 1.297 jardas e oito touchdowns. O receptor Chris Burford acrescentou 58 recepções para 758 jardas e oito touchdowns, e Fred Arbanas, que teve 22 recepções para 305 jardas e quatro touchdowns.
Os Chiefs também tiveram uma forte defesa, com a parte mais forte da sua defesa sendo a secundária, liderada pelos safetys, Johnny Robinson e Bobby Hunt, que tiveram 10 interceptações, e o Defensive back Fred Williamson, que teve quatro interceptações. Seu treinador principal era Hank Stram.

### Green Bay Packers
Os Packers eram uma dinastia da NFL, revirando o que havia sido uma equipe derrotada apenas oito anos antes. A equipe havia tido a pior campanha da NFL em 1958 (1–10–1), antes de o lendário treinador Vince Lombardi ser contratado em janeiro de 1959. “O ataque deles era como uma dança de conga”, brincou um jornalista esportivo. "1, 2, 3 e chute."
Lombardi estava determinado a construir uma equipe vencedora. Durante a pré-temporada, ele assinou com Fred "Fuzzy" Thurston, que havia sido cortado de três outras equipes, mas acabou se tornando um left guard All-Pro em Green Bay. Além disso, Lombardi também fez uma grande troca com o Cleveland Browns, que trouxe três jogadores para a equipe que se tornaria pedras angulares da defesa: Henry Jordan, Willie Davis e Bill Quinlan.
O trabalho árduo de Lombardi valeu a pena e os Packers melhoraram para uma campanha de 7–5 na temporada regular em 1959. Eles surpreenderam a liga durante o ano seguinte, indo até a Final da NFL de 1960. Embora os Packers tenham perdido por 17–13 para o Philadelphia Eagles, eles enviaram uma mensagem clara de que não eram mais perdedores. Green Bay ganhou a Final da NFL em 1961, 1962, 1965 e 1966.
O quarterback veterano dos Packers, Bart Starr, foi o melhor quarterback da NFL em 1966 e ganhou o prêmio de MVP da NFL, completando 156 de 251 (62,2%) passes para 2,257 jardas (9,0 por tentativa), 14 touchdowns e apenas 3 intercepções. Seus principais alvos foram os Wide receiver Boyd Dowler e Carroll Dale, que combinaram para 63 recepções para 1.336 jardas. O Fullback Jim Taylor era o melhor corredor da equipe, com 705 jardas, adicionando 4 touchdowns, e recebendo 41 passes para 331 jardas e 2 touchdowns. O halfback Paul Hornung se lesionou no início da temporada, mas o Running Back Elijah Pitts, um substituto, ganhou 857 jardas para todos os propósitos. A linha ofensiva dos Packers também foi uma grande razão para o sucesso da equipe, liderada pelos Guard All-Pro, Jerry Kramer e Fuzzy Thurston, e o Tackle Forrest Gregg.
O Green Bay também teve uma excelente defesa que mostrou seu talento na Final da NFL, parando o Dallas Cowboys em quatro jogadas consecutivos a partir da linha de 2 jardas dos Packers para vencer o jogo. Lionel Aldridge substituiu Quinlan, mas Jordan e Davis ainda ancoraram a linha defensiva; O linebacker Ray Nitschke destacou-se contra a corrida e na cobertura, enquanto a secundária foi liderado pelos Defensive back Herb Adderley e Willie Wood. Wood foi outro exemplo de como Lombardi encontrou talentos em jogadores que ninguém mais podia ver. Wood tinha sido um quarterback na faculdade e não foi recrutado por um time da NFL. Quando Wood se juntou aos Packers em 1960, ele foi convertido para a posição de free safety e fez parte da equipe All-Pro por 9 vezes em sua carreira de 12 anos.

### Noticias Pré-Super Bowl
Muitas pessoas consideraram adequado que os Chiefs e os Packers fossem as equipas para jogar no primeiro Campeonato do Mundo da AFL-NFL. O proprietário dos Chiefs, Lamar Hunt, havia fundado a AFL, enquanto Green Bay era amplamente considerado um dos melhores times da história da NFL (mesmo que eles não pudessem reivindicar ser membros fundadores de sua própria liga, quando os Packers se juntaram à NFL em 1921, um ano após a formação da liga). Lombardi estava sob intensa pressão de toda a NFL para garantir que os Packers não apenas ganhassem o jogo, mas jogassem bem para demonstrar a superioridade da NFL. O locutor da CBS, Frank Gifford, que entrevistou Lombardi antes do jogo, disse que Lombardi estava muito nervoso, "ele segurou meu braço e estava tremendo como uma folha. Foi incrível". Os Chiefs viram este jogo como uma oportunidade para mostrar que eles eram bons o suficiente para jogar contra qualquer time da NFL. Um jogador que estava realmente ansioso para competir neste jogo era Len Dawson, que passou três anos como reserva na NFL antes de se juntar aos Chiefs. No entanto, os Chiefs também estavam nervosos, o linebacker E. J. Holub disse: "Os Chiefs estavam morrendo de medo. Os caras no túnel estavam vomitando".
Na semana anterior ao jogo, o cornerback dos Chiefs, Fred "The Hammer" Williamson, recebeu considerável publicidade ao se gabar de usar seu "martelo" - golpes de antebraço na cabeça - para destruir os receptores dos Packers, afirmando: "Dois martelos para (Boyd) Dowler, um para (Carroll) Dale deve ser o suficiente" Sua previsão acabou sendo parcialmente correta, já que Dowler foi retirado do jogo no começo do primeiro tempo (apesar de ter sido por causa de uma lesão que ele havia tido durante a Final da NFL em Dallas). No entanto, o próprio Willamson foi retirado e levado para fora do campo em uma maca perto do final do jogo.
As duas equipes jogaram com suas respectivas bolas de cada liga; os Chiefs usaram a bola AFL, o J5V ligeiramente mais estreito e mais longo da Spalding, e os Packers jogaram com a bola da NFL, "The Duke" da Wilson.
A regra de conversão de dois pontos da AFL não estava em vigor; a NFL acrescentou a conversão de dois pontos em 1994 e foi usada pela primeira vez no Super Bowl XXIX em janeiro de 1995.
Este também é o único Super Bowl onde os marcadores numéricos foram separados por 5 jardas, em vez de 10 como é habitual hoje.

## Clima
O jogo foi jogado em um estádio ao ar livre. A temperatura era amena com céu limpo.

## Televisão

### Simulcast
Este jogo é o único Super Bowl a ser transmitido nos Estados Unidos por duas redes de televisão abertas simultaneamente (nenhum outro jogo da NFL foi posteriormente realizado nacionalmente em mais de uma rede até 29 de dezembro de 2007, quando o New England Patriots enfrentaram o New York Giants na NBC, CBS e NFL Network), embora, em 2024, a CBS dividiu a transmissão com a Nickelodeon, canal do mesmo grupo. Na época, a NBC detinha os direitos de televisionar nacionalmente os jogos da AFL, enquanto a CBS tinha o direito de transmitir os jogos da NFL. Ambas as redes foram autorizados a cobrir o jogo. Durante a semana, as tensões se intensificaram entre as equipes das duas redes (arqui-rivais de longa data), que queriam ganhar a guerra de audiência, até o ponto em que uma cerca foi construída entre os caminhões da CBS e da NBC.
Cada rede utilizou os seus próprios narradores: Ray Scott (fazendo o jogo pelo primeiro tempo), Jack Whitaker (fazendo o segundo tempo) e Frank Gifford fez comentários na CBS, enquanto Curt Gowdy e Paul Christman fizeram na NBC. Enquanto Rozelle permitia que a NBC transmitisse o jogo, ele decretou que não seria capaz de usar seus operadores de câmera e técnicos, ao invés disso forçava-a a usar o feed fornecido pela CBS, uma vez que o Coliseu era o lar dos Rams da NFL.

### Imagens do jogo
Todas as fitas de transmissão conhecidas do jogo em sua totalidade foram subsequentemente apagadas pela NBC e pela CBS para economizar custos, uma prática comum na indústria de TV na época. Isso impediu que estudos comparassem a respectiva transmissão televisiva de cada rede.
Por muitos anos, apenas duas pequenas amostras de telecasts sobreviveram, mostrando o touchdown de Max McGee e o primeiro touchdown de Jim Taylor. Ambos foram exibidos em 1991 no Play by Play da HBO: A History of Sports Television e no Super Bowl XXV.
Em janeiro de 2011, foi relatado que uma gravação parcial da transmissão da CBS foi encontrada em um sótão na Pensilvânia e restaurada pelo Paley Center for Media, em Nova York. A fita de vídeo colorida de duas polegadas é a versão mais completa da transmissão já descoberta, faltando apenas o show do intervalo e a maior parte do terceiro quarto. A NFL detém os direitos autorais de transmissão e bloqueou sua venda ou distribuição. Depois de permanecer anônimo e só se comunicar com a mídia através de seu advogado desde a descoberta da gravação, o dono da gravação, Troy Haupt, apresentou-se ao The New York Times em 2016 para contar o seu lado da história.
A NFL Films tinha uma equipe de câmeras presente e mantém uma quantidade substancial de filmes em seus arquivos, alguns dos quais foram lançados em suas produções cinematográficas. Uma dessas apresentações foi o episódio dos Grandes Jogos da NFL sobre este Super Bowl, intitulado O Espetáculo de um Esporte.
Em 11 de janeiro de 2016, a NFL anunciou que "em um processo exaustivo que levou meses para ser concluído, a NFL Films pesquisou seus enormes arquivos e conseguiu localizar todas as 145 jogadas do Super Bowl I de mais de uma dúzia de fontes diferentes". Uma vez que todas as jogadas foram localizadas, a NFL Films conseguiu colocar as jogadas em ordem e juntá-las enquanto restaurava, remasterizava e corrigia as imagens. O áudio da rádio NBC Sports com o narrador e o comentarista, Jim Simpson e George Ratterman, sendo colocados para completar a transmissão. O resultado final representa o único vídeo conhecido do Super Bowl I.

## Cerimônias e entretenimento
O Los Angeles Ramettes, cheerleaders que se apresentaram em todos os jogos em casa dos Rams, entretinham-se durante as festividades pré-jogo e depois de cada quarto. Também durante o pré-jogo, a banda da Universidade do Arizona tocou com a famosa equipe de perfuração da Anaheim High School colocando bandeiras de cada equipe da NFL e da AFL na localização geográfica de cada equipe.
O show do intervalo contou com trompetista Al Hirt, as bandas da Universidade do Arizona e Grambling State University, 300 pombos, 10.000 balões e uma demonstração voadora do Bell Rocket Air Men movido a peróxido de hidrogênio.
A cerimônia de entrega do troféu foi feita por Pat Summerall, da CBS, e George Ratterman, da NBC. Summerall e Ratterman foram obrigados a compartilhar um único microfone.

## Resumo do jogo

### Primeiro quarto
Depois que ambas as equipes trocaram punts em suas primeiras posses, os Packers saltaram para uma vantagem inicial de 7-0, avançando 80 jardas em seis jogadas. A movimentação foi destacada por passes de Starr, na última jogada, Bart Starr deu um passe para Max McGee marcar o touchdown. Na campanha seguinte, os Chiefs moveram a bola para a linha de 33 jardas de Green Bay, mas o kicker Mike Mercer perdeu um field goal de 40 jardas.

### Segundo quarto
No início do segundo quarto, o Kansas City avançou 66 jardas em seis jogadas, com uma recepção de 31 jardas de Otis Taylor para empatar o jogo. Mas os Packers responderam em sua próxima campanha, avançando 73 jardas pelo campo e marcando um touchdown de 14 jardas com Jim Taylor. O touchdown de Taylor foi o primeiro touchdown terrestre na história do Super Bowl. Esta campanha foi novamente destacado pelos passes principais de Starr.

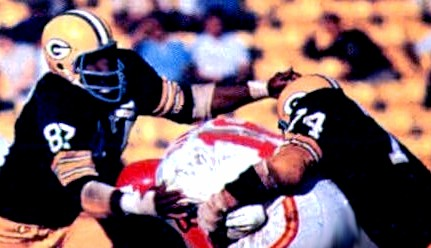
Os jogadores de linha defensiva dos Packers, Willie Davis (esquerda) e Henry Jordan (direita) saqueiam o quarterback Len Dawson (no meio).

Dawson foi sacado por uma perda de oito jardas na primeira jogada da próxima campanha dos Chiefs, mas seguiu-o com quatro passes consecutivas de 58 jardas. Isso estabeleceu o field goal de 31 jardas de Mercer para deixar o placar em 14-10 no final do primeiro tempo.
No intervalo, os Chiefs pareciam ter uma chance de ganhar. Muitas pessoas que assistiram ao jogo ficaram surpresas com o quão perto a pontuação estava e quão bem os campeões da AFL estavam jogando. Os Chiefs estavam exuberantes no intervalo. Hank Stram disse mais tarde: "Eu sinceramente pensei que voltaríamos e venceríamos". Os Packers ficaram desapontados com a qualidade do seu jogo no primeiro tempo. "O treinador estava preocupado", disse o defensive end Willie Davis mais tarde. Lombardi disse a eles que o plano de jogo era bom, mas que eles precisavam ajustar algumas coisas e executar melhor.

### Terceiro quarto
Na primeira campanha do segundo tempo, os Chiefs avançaram para a linha de 49 jardas. Mas em uma jogada de passe aconteceu uma  forte blitz dos linebackers Dave Robinson e Lee Roy Caffey que fez com que Dawson errasse o passe em direção ao tight end Fred Arbanas. O passe vacilante foi interceptado por Willie Wood. Wood correu 50 jardas até a linha de 5 jardas do Kansas City. Em sua primeira jogada após o turnovers, o running back Elijah Pitts marcou um touchdown de cinco jardas, deixando os Packers na liderança por 21-10. A defesa dos Packers então dominou o ataque dos Chiefs pelo resto do jogo, permitindo apenas que eles cruzassem o meio-campo uma vez e por apenas uma jogada. Os Chiefs foram forçados a se desviar do seu plano de jogo e isso os prejudicou. O ataque de Kansas City totalizou apenas 12 jardas no terceiro quarto e Dawson acertou apenas 5 de 12 passes para 59 jardas.
Enquanto isso, o Green Bay fez mais um touchdown em passe de Bart Starr para uma recepção de 13 jardas de Max McGee, deixando o jogo com um placar de 28-10.

### Quarto quarto
No meio do quarto quarto, Starr completou um passe de 25 jardas para Carroll Dale e um de 37 jardas para McGee, movendo a bola para a linha de 18 jardas dos Chiefs. Quatro jogadas depois, Pitts marcou seu segundo touchdown em uma corrida de um jarda para fechar o placar, dando aos Packers a vitória por 35-10. Também no quarto período, Fred Williamson, que se vangloriara de seu "martelo" antes do jogo, foi retirado quando sua cabeça colidiu com o joelho de Donny Anderson e depois sofreu uma lesão no braço quando o linebacker dos Chiefs, Sherrill Headrick, caiu sobre ele. Williamson teve três tackles no jogo.
Depois que o jogo acabou, um repórter perguntou a Vince Lombardi se ele achava que Kansas City era um bom time. Lombardi respondeu que, embora os Chiefs fossem um excelente e bem treinado time, ele achava que várias equipes da NFL, como Dallas, eram melhores.

### Pontuações
Super Bowl I: Green Bay Packers 35, Kansas City Chiefs 10
|               | 1 | 2  | 3  | 4 | Total |
| ------------- | - | -- | -- | - | ----- |
| Chiefs (AFL)  | 0 | 10 | 0  | 0 | 10    |
| Packers (NFL) | 7 | 7  | 14 | 7 | 35    |

no Los Angeles Memorial Coliseum, Los Angeles, California
- Data: 15 de janeiro de 1967
- Horário: 1:15 p.m. PST
- Temperatura: 22 °C, sol

| \| Quarto \| Tempo \| Drive \| Drive \| Drive \| Team \| Informação \| Resultado \| Resultado \| \| Quarto \| Tempo \| Jogadas \| Jardas \| TDP \| Team \| Informação \| KC \| GB \| \| ------------------------------------------ \| ------------------------------------------ \| ------------------------------------------ \| ------------------------------------------ \| ------------------------------------------ \| ------------------------------------------ \| ------------------------------------------------------------------------------------------- \| --------- \| --------- \| \| 1 \| 6:04 \| 6 \| 80 \| 3:06 \| GB \| Passe de Bart Starr para uma recepção de 37 jardas de Max McGee, Don Chandler faz o EP \| 0 \| 7 \| \| 2 \| 10:40 \| 6 \| 66 \| 3:44 \| KC \| Passe de Len Dawson para uma recepção de 7 jardas de Curtis McClinton, Mike Mercer faz o EP \| 7 \| 7 \| \| 2 \| 4:37 \| 13 \| 73 \| 6:03 \| GB \| Corrida de 14 jardas para o touchdown de Jim Taylor, Chandler faz o EP \| 7 \| 14 \| \| 2 \| 0:54 \| 7 \| 50 \| 3:43 \| KC \| Field goal de 31 jardas de Mike Mercer \| 10 \| 14 \| \| 3 \| 12:33 \| 1 \| 5 \| 0:09 \| GB \| Corrida de 5 jardas para o touchdown de Elijah Pitts, Chandler faz o EP \| 10 \| 21 \| \| 3 \| 0:51 \| 10 \| 56 \| 5:25 \| GB \| Passe de Bart Starr para uma recepção de 13 jardas de Max McGee, Chandler faz o EP \| 10 \| 28 \| \| 4 \| 6:35 \| 8 \| 80 \| 4:13 \| GB \| Corrida de 1 jardas para o touchdown de Pitts, Chandler faz o EP \| 10 \| 35 \| \| "TDP" = tempo de posse. "EP" = Extra Point \| "TDP" = tempo de posse. "EP" = Extra Point \| "TDP" = tempo de posse. "EP" = Extra Point \| "TDP" = tempo de posse. "EP" = Extra Point \| "TDP" = tempo de posse. "EP" = Extra Point \| "TDP" = tempo de posse. "EP" = Extra Point \| "TDP" = tempo de posse. "EP" = Extra Point \| 10 \| 35 \| |                                            |                                            |                                            |                                            |                                            |                                                                                             |           |           |
| Quarto | Tempo                                      | Drive                                      | Drive                                      | Drive                                      | Team                                       | Informação                                                                                  | Resultado | Resultado |
| Quarto | Tempo                                      | Jogadas                                    | Jardas                                     | TDP                                        | Team                                       | Informação                                                                                  | KC        | GB        |
| 1 | 6:04                                       | 6                                          | 80                                         | 3:06                                       | GB                                         | Passe de Bart Starr para uma recepção de 37 jardas de Max McGee, Don Chandler faz o EP      | 0         | 7         |
| 2 | 10:40                                      | 6                                          | 66                                         | 3:44                                       | KC                                         | Passe de Len Dawson para uma recepção de 7 jardas de Curtis McClinton, Mike Mercer faz o EP | 7         | 7         |
| 2 | 4:37                                       | 13                                         | 73                                         | 6:03                                       | GB                                         | Corrida de 14 jardas para o touchdown de Jim Taylor, Chandler faz o EP                      | 7         | 14        |
| 2 | 0:54                                       | 7                                          | 50                                         | 3:43                                       | KC                                         | Field goal de 31 jardas de Mike Mercer                                                      | 10        | 14        |
| 3 | 12:33                                      | 1                                          | 5                                          | 0:09                                       | GB                                         | Corrida de 5 jardas para o touchdown de Elijah Pitts, Chandler faz o EP                     | 10        | 21        |
| 3 | 0:51                                       | 10                                         | 56                                         | 5:25                                       | GB                                         | Passe de Bart Starr para uma recepção de 13 jardas de Max McGee, Chandler faz o EP          | 10        | 28        |
| 4 | 6:35                                       | 8                                          | 80                                         | 4:13                                       | GB                                         | Corrida de 1 jardas para o touchdown de Pitts, Chandler faz o EP                            | 10        | 35        |
| "TDP" = tempo de posse. "EP" = Extra Point | "TDP" = tempo de posse. "EP" = Extra Point | "TDP" = tempo de posse. "EP" = Extra Point | "TDP" = tempo de posse. "EP" = Extra Point | "TDP" = tempo de posse. "EP" = Extra Point | "TDP" = tempo de posse. "EP" = Extra Point | "TDP" = tempo de posse. "EP" = Extra Point                                                  | 10        | 35        |

## Estatísticas

### Comparação
|                                   | Kansas City Chiefs | Green Bay Packers |
| --------------------------------- | ------------------ | ----------------- |
| Primeira descida                  | 17                 | 21                |
| Corridas para Primeira descida    | 4                  | 10                |
| Passes para Primeira descida      | 12                 | 11                |
| Faltas que deram Primeira descida | 1                  | 0                 |
| Eficiência em Terceira descida    | 3/13               | 11/15             |
| Eficiência em Quarta descida      | 0/0                | 0/0               |
| Jardas corridas                   | 72                 | 133               |
| Tentativas de corridas            | 19                 | 34                |
| Jardas por corrida                | 3.8                | 3.9               |
| Passes – Completos/Tentativa      | 17/32              | 16/24             |
| Vezes sacado-total de jardas      | 6–61               | 3–22              |
| Interceptações                    | 1                  | 1                 |
| Jardas passadas                   | 167                | 228               |
| Total de jardas                   | 239                | 361               |
| Punt returnados-total de jardas   | 3–19               | 4–23              |
| Kickoff returnado-total de jardas | 6–130              | 3–65              |
| Interceptações- total de jardas   | 1–0                | 1–50              |
| Punts-Jardas por punt             | 7–45.3             | 4–43.3            |
| Fumbles-Perdidos                  | 1–0                | 1–0               |
| Faltas-total de jardas            | 4–26               | 4–40              |
| Tempo de posse                    | 28:35              | 31:25             |
| Turnovers                         | 1                  | 1                 |

### Líderes individuais
| Chiefs passando a bola     | Chiefs passando a bola | Chiefs passando a bola | Chiefs passando a bola | Chiefs passando a bola | Chiefs passando a bola |
|                            | C/Ten1                 | Jardas                 | TD                     | INT                    | Rating                 |
| -------------------------- | ---------------------- | ---------------------- | ---------------------- | ---------------------- | ---------------------- |
| Len Dawson                 | 16/27                  | 211                    | 1                      | 1                      | 80.9                   |
| Pete Beathard              | 1/5                    | 17                     | 0                      | 0                      | 41.3                   |
| Chiefs correndo com a bola |                        |                        |                        |                        |                        |
|                            | Cor2                   | Jardas                 | TD                     | LG3                    | Jds/Cor                |
| Len Dawson                 | 3                      | 24                     | 0                      | 15                     | 8.00                   |
| Mike Garrett               | 6                      | 17                     | 0                      | 9                      | 2.83                   |
| Curtis McClinton           | 6                      | 16                     | 0                      | 6                      | 2.67                   |
| Pete Beathard              | 1                      | 14                     | 0                      | 14                     | 14.00                  |
| Bert Coan                  | 3                      | 1                      | 0                      | 3                      | 0.33                   |
| Chiefs recebendo           |                        |                        |                        |                        |                        |
|                            | Rec4                   | Jardas                 | TD                     | LG3                    | Alvos5                 |
| Chris Burford              | 4                      | 67                     | 0                      | 27                     | 10                     |
| Otis Taylor                | 4                      | 57                     | 0                      | 31                     | 9                      |
| Mike Garrett               | 3                      | 28                     | 0                      | 17                     | 5                      |
| Curtis McClinton           | 2                      | 34                     | 1                      | 27                     | 2                      |
| Fred Arbanas               | 2                      | 30                     | 0                      | 18                     | 3                      |
| Reg Carolan                | 1                      | 7                      | 0                      | 7                      | 1                      |
| Bert Coan                  | 1                      | 5                      | 0                      | 5                      | 1                      |

| Packers passando a bola | Packers passando a bola | Packers passando a bola | Packers passando a bola | Packers passando a bola | Packers passando a bola |
|                         | C/Ten1                  | Jardas                  | TD                      | INT                     | Rating                  |
| ----------------------- | ----------------------- | ----------------------- | ----------------------- | ----------------------- | ----------------------- |
| Bart Starr              | 16/23                   | 250                     | 2                       | 1                       | 116.2                   |
| Zeke Bratkowski         | 0/1                     | 0                       | 0                       | 0                       | 39.6                    |
| Packers correndo        |                         |                         |                         |                         |                         |
|                         | Cor2                    | Jardas                  | TD                      | LG3                     | Jds/Cor                 |
| Jim Taylor              | 17                      | 56                      | 1                       | 14                      | 3.29                    |
| Elijah Pitts            | 11                      | 45                      | 2                       | 12                      | 4.09                    |
| Donny Anderson          | 4                       | 30                      | 0                       | 13                      | 7.50                    |
| Jim Grabowski           | 2                       | 2                       | 0                       | 2                       | 1.00                    |
| Packers recebendo       |                         |                         |                         |                         |                         |
|                         | Rec4                    | Jardas                  | TD                      | LG3                     | Alvos5                  |
| Max McGee               | 7                       | 138                     | 2                       | 37                      | 10                      |
| Carroll Dale            | 4                       | 59                      | 0                       | 25                      | 8                       |
| Elijah Pitts            | 2                       | 32                      | 0                       | 22                      | 3                       |
| Marv Fleming            | 2                       | 22                      | 0                       | 11                      | 2                       |
| Jim Taylor              | 1                       | −1                      | 0                       | −1                      | 1                       |

1Completo/Tentativas 2Corridas 3Mais longo ganho de jardas 4Recepções 5alvos

## Juízes
| - Juiz: Norm Schachter (NFL) - Árbitro: George Young (AFL) - Juiz de linha: Bernie Ulman (NFL) - Juiz de linha: Al Sabato (AFL) - Juiz do fundo: Jack Reader (AFL) - Juiz de campo: Mike Lisetski (NFL) | - Juiz reserva: Art McNally (NFL) - Árbitro reserva: Paul Trepinski (AFL) - Juiz de linha reserva: Burl Toler (NFL) - Juiz de linha reserva: Harry Kessel (AFL) - Juiz do fundo reserva: Charley Musser (AFL) - Juiz de campo reserva: Herman Rohrig (NFL) |

Fonte:
Nota: Um sistema de seis juizes foi usado pela NFL de 1965 até a temporada de 1977.
Como as autoridades da NFL e da AFL usavam designs diferentes de uniformes, um uniforme "neutro" foi projetado para este jogo. Esses uniformes tinham as familiares listras pretas e brancas, mas as mangas eram todas pretas. Este design também foi usado no Super Bowl II, mas foi descontinuado após o jogo, quando os juizes da AFL começaram a usar uniformes idênticos aos da NFL durante a temporada de 1968, em antecipação à fusão da AFL-NFL em 1970.